# Forrières
Forrières is een dorp in de Belgische provincie Luxemburg en een deelgemeente van Nassogne. Forrières ligt aan de rivier de Lhomme.

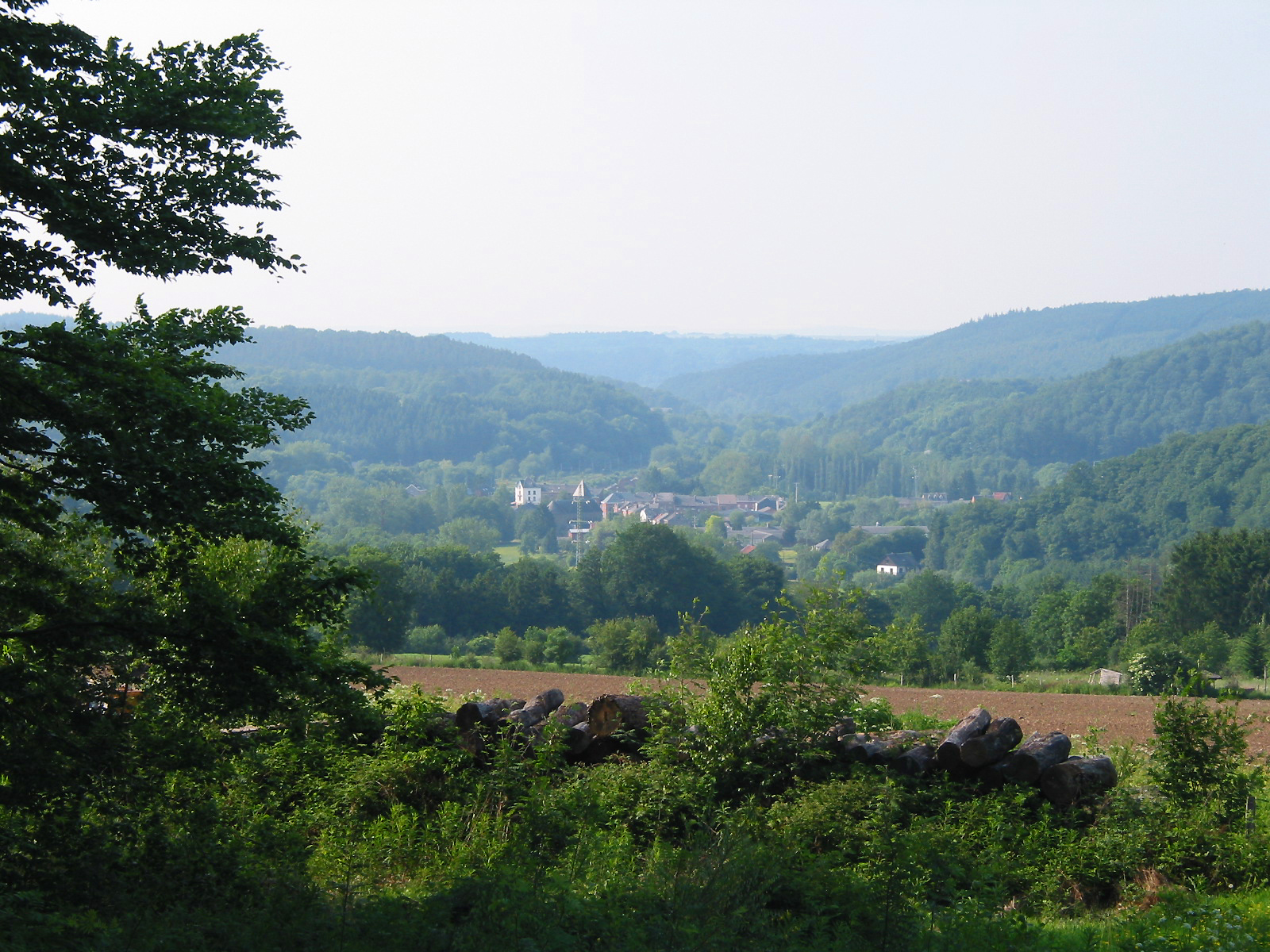
Het dorp in de vallei van de Lhomme

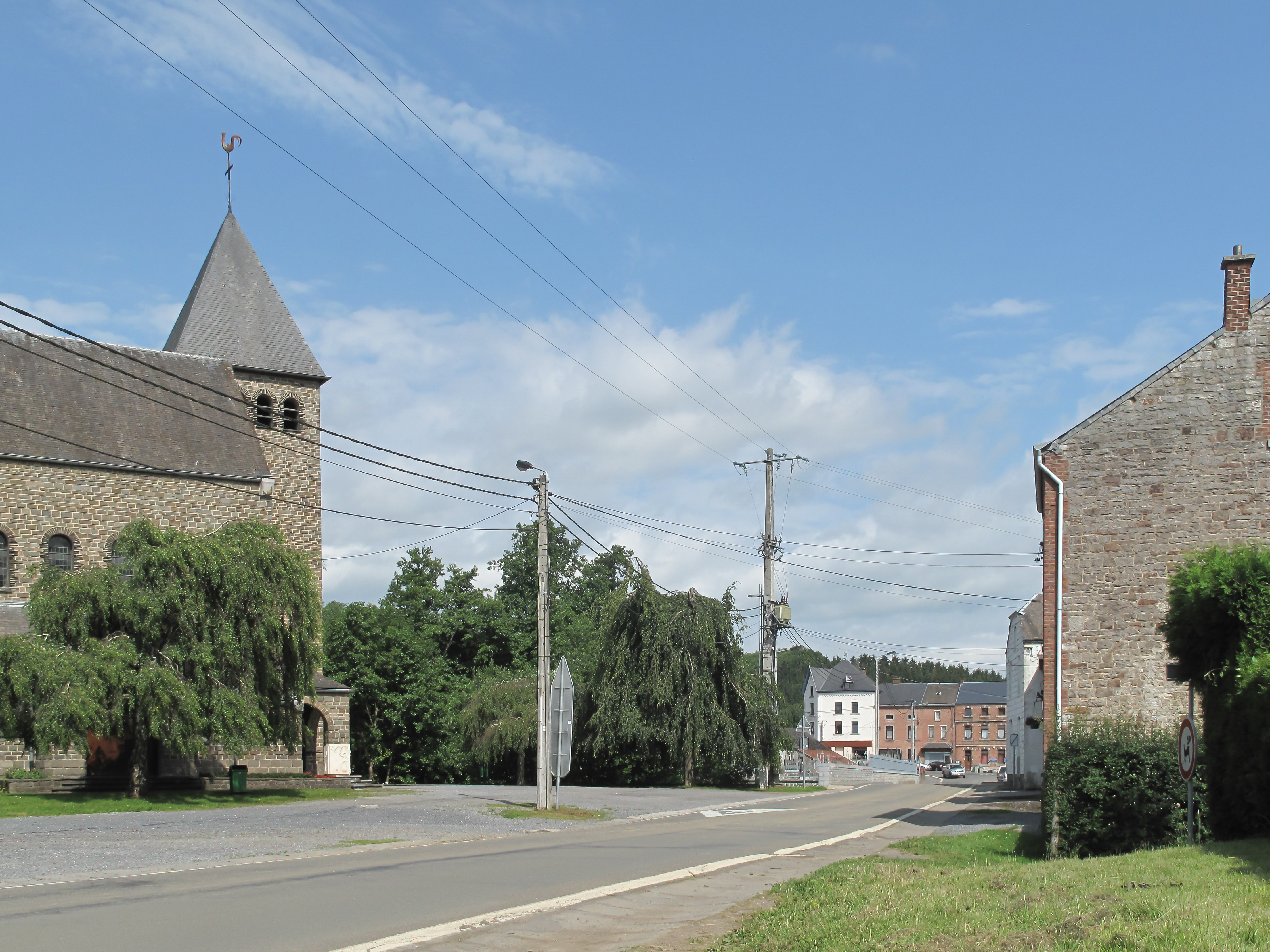
Forrières, kerk in straatzicht

## Geschiedenis
Men vindt er enkele megalithische overblijfselen (2500 – 1500 v.Chr.): de "Pierres du Diables". Op het eind van ancien régime werd Forrières een gemeente. In 1823 werd de buurgemeente Lesterny opgeheven en bij Forrières gevoegd. In het begin van de 20ste eeuw bevonden zich in Forrières steen- en marmergroeven en ijzer-, koper- en loodmijnen. Lesterny werd in 1907 weer afgesplitst als zelfstandige gemeente.
In 1977 werd Forrières een deelgemeente van Nassogne.

## Demografische ontwikkeling
- Bronnen:NIS, Opm:1831 tot en met 1970=volkstellingen, 1976= inwoneraantal op 31 december

## Verkeer en vervoer
Forrières ligt aan de spoorlijn van Brussel via Namen naar Luxemburg
Deelgemeenten: Ambly · Bande · Forrières · Grune · Harsin · Lesterny · Masbourg · Nassogne

Overige dorpen: Charneux · Chavanne · Mormont

Belgische gemeenten · Arrondissement Marche-en-Famenne · Luxemburg · Wallonië